# Marta Prat i Calmet
Marta Prat i Calmet (Terrassa, 24 de juliol del 1981) és una jugadora d'hoquei sobre herba catalana que solia jugar en la posició de davantera. Participà en els Jocs olímpics d'Atenes 2004.
S’inicià al Club Deportiu Terrassa, on jugà fins a l'any 2006. La temporada 2006-07 jugà al Klein Zwitzerland de la Lliga neerlandesa. L'any següent tornà al CD Terrassa fins que en la temporada 2012 marxà al Reial Club de Polo de Barcelona. Ha guanyat cinc Campionats de Catalunya (2001, 2002, 2005, 2008, 2010), quatre Lligues espanyoles (2000, 2001, 2002, 2005) i tres Copes de la Reina (1999, 2000, 2001). Internacional amb la selecció espanyola d'hoquei sobre herba, competí Jocs olímpics d'Atenes 2004 i l'any següent rebé la Medalla de la Ciutat de Terrassa al Mèrit Esportiu per la seva participació.

## Palmarès[1]
- 4 Lligues espanyoles d'hoquei sobre herba: 1999-00, 2000-01, 2001-02, 2004-05
- 3 Copes espanyoles d'hoquei sobre herba: 1998, 2000, 2001
- 8 Campionats de Catalunya d'hoquei sobre herba: 1997-98, 1998-99, 1999-00, 2000-01, 2001-02, 2004-05, 2007-08, 2009-10